# Liste der Monuments historiques in Broindon
Die Liste der Monuments historiques in Broindon führt die Monuments historiques in der französischen Gemeinde Broindon auf.

## Liste der Immobilien
| Bezeichnung         | Beschreibung                                                                                | Standort                  | Kennzeichnung | Schutzstatus | Datum | Bild           |
| ------------------- | ------------------------------------------------------------------------------------------- | ------------------------- | ------------- | ------------ | ----- | -------------- |
| Château de Broindon | Schloss, um 1620 erbaut; einschließlich des Parks und einer Kapelle aus dem 12. Jahrhundert | 2 Rue de la Mairie (Lage) | PA00135218    | Classé       | 1995  | weitere Bilder |

## Liste der Objekte
| Bezeichnung           | Beschreibung                     | Standort                      | Kennzeichnung | Schutzstatus | Datum | Bild |
| --------------------- | -------------------------------- | ----------------------------- | ------------- | ------------ | ----- | ---- |
| Zwei Engelsskulpturen | Holz, vergoldet, 18. Jahrhundert | in der Kirche St-Léger (Lage) | PM21000428    | Classé       | 1976  |      |